# Ауди TT
„Ауди TT“ (Audi TT) е модел спортни автомобили (сегмент S) на германския производител „Ауди“, произвеждан в три последователни поколения от 1998 до 2023 година.
Предлага се с каросерии купе и роудстър с две врати. Каросерията се произвежда и лакира в Инголщат, а автомобилът се сглобява в унгарския град Дьор. ТТ е съкращение на Турист Трофи, мотоциклетно състезание на остров Ман, в което DKW и NSU, които са били част от Ауто Унион, имат немалко успехи.

## Предистория и дизайн
Работата по дизайна на този модел започва през 1994 г. в дизайнерското студио на Фолксваген в Сими Вали, Калифорния. Година по-късно на автомобилното изложение във Франкфурт е показан прототип на купето Ауди ТТ. Същата година, на изложението в Токио, е представен и прототип на роудстър варианта, носещ името TTS. Двата прототипа са приети с одобрение от публиката и журналистите и Ауди взима решение да ги пусне в серийно производство без големи промени. През есента на 1998 г. на пазара излиза купето ТТ, а година по-късно и кабрио варианта, от чието първоначално име отпада буквата S.
Мнозина смятат дизайна на ТТ за крайгълен камък в автомобилния дизайн. Той е считан за смел и иновативен. Въпреки че облите форми не допринасят за революционно нисък коефициент на съпротивление, именно те, употребата на анодиран алуминий и липсата на изпъкнали брони отличават вида външния вид на колата от този на повечето автомобили по това време.

## Първо поколение – 8N (1998 – 2006)
Първата генерация на Ауди ТТ е пусната на пазара през септември 1998 г. Цените започват от 52 000 DM. Основните разлики във външния дизайн на прототипа и серийното купе са в леко променените брони и добавката на малки прозорчета зад вратите. Роудстърът ТТ се появява през август 1999 г.
Ауди ТТ добива печална известност в медиите, след серия инциденти, някои от които със смъртни случаи. Причината за тях е управлението на колата на завои, когато тя се движи с висока скорост – автомобилът завива прекалено рязко, нещо, с което неопитни шофьори трудно могат да се справят. В резултат на това Ауди предлага на всеки собственик монтаж на заден спойлер и ЕСП и промяна в настройките на окачването.
В много страни ТТ се превръща в успех за Ауди като успява да спечели за купувачи хора, които дотогава не са имали намерение да купуват автомобил от тази марка, и намира фенове сред младите и особено сред жените. Особено популярен моделът става във Великобритания и САЩ, където той бързо се превръща в „модна играчка“, което води до увеличаване на поръчките и удължаване на срока за доставка.

### Двигатели
| Четирицилиндрови редови | Четирицилиндрови редови | Четирицилиндрови редови | Четирицилиндрови редови | Четирицилиндрови редови         |
| Двигател                | Години                  | Обем                    | Мощност                 | Особености                      |
| ----------------------- | ----------------------- | ----------------------- | ----------------------- | ------------------------------- |
| 1.8 Т                   | 1998 – 9/2005           | 1781 cm³                | 132 kW (180 к.с.)       | с предно или quattro задвижване |
| 1.8 T quattro           | 1998 – 2005             | 1781 cm³                | 165 kW (225 к.с.)       | с quattro задвижване            |
| 1.8 Т                   | 2002 – 9/2005           | 1781 cm³                | 110 kW (150 к.с.)       | с предно задвижване             |
| 1.8 Т                   | от 2005                 | 1781 cm³                | 120 kW (163 к.с.)       | с предно задвижване             |
| 1.8 Т                   | от 9/2005               | 1781 cm³                | 165 kW (224 к.с.)       | с quattro задвижване            |
| 1,8 T quattro Sport     | от 2005                 | 1781 cm³                | 176 kW (240 к.с.)       | с quattro задвижване            |
| Шестцилиндров V-образен |                         |                         |                         |                                 |
| Двигател                | Години                  | Обем                    | Мощност                 | Особености                      |
| 3.2 quattro             | 2003 – 2006             | 3189 cm³                | 184 kW (250 к.с.)       | с quattro задвижване            |

## Второ поколение – 8J (2006 – 2014)
През август 2004 г. Ауди обявява, че три години по-късно на пазара ще бъде пусната втората генерация ТТ. На изложението в Токио през 2005 г. е показан прототипът Ауди Shooting Brake, наричан още ТТ Shooting Brake. Някои от елементите на новото ТТ са заимствани от него. Втората генерация на ТТ купе е представена официално на 8 април 2006 г., а ТТ роудстър се появява през март 2007 г.
Предната част на каросерията е изработена от алуминий, а задната – от стомана, което увеличава стабилността на автомобила. Новост е и спойлерът, който автоматично се повдига при скорост над 120 км/ч и се прибира, когато тя падне под 80 км/ч. Интерес предизвиква и кормилото, което няма традиционната кръгла форма, а е скосено в долната си част.
TT-S е спортният вариант на ТТ, които ще излезе през второто тримесечие на 2008 г. и ще разполага с двулитров TFSI двигетал с мощност от 200 kW (272 к.с.). През 2009 г. ще бъде представен топмоделът TT-RS, който ще има 2.5-литров, петцилиндров агрегат с 250 kW (340 к.с.).

### Двигатели
| Четирицилиндрови редови | Четирицилиндрови редови | Четирицилиндрови редови | Четирицилиндрови редови | Четирицилиндрови редови |
| Двигател                | Години                  | Обем                    | Мощност                 | Особености              |
| ----------------------- | ----------------------- | ----------------------- | ----------------------- | ----------------------- |
| 2.0 TFSI                | от 2006                 | 1984 cm³                | 147 kW (200 к.с.)       | с предно задвижване     |
| 2.0 TDI                 | от 2006                 | 1968 cm³                | 126 kW (170 к.с)        | с quattro задвижване    |
| V-образен               |                         |                         |                         |                         |
| Двигател                | Години                  | Обем                    | Мощност                 | Особености              |
| 3.2 quattro             | от 2006                 | 3189 cm³                | 184 kW (250 к.с.)       | с quattro задвижване    |